# Сарабеев, Владимир Иванович
Влади́мир Ива́нович Сарабеев (22 апреля 1962 — 5 мая 1995) — советский и российский лётчик, подполковник, Герой Российской Федерации (29 сентября 1995 года, посмертно).

## Биография
Родился 22 апреля 1962 года в городе Рига Латвийской ССР. Русский. В 1979 году окончил среднюю школу.
В 1983 году окончил Черниговское высшее военное авиационное училище.
Служил в авиационных частях на Дальнем Востоке, в том числе 224 ИАП с. Кремово, , затем — в 372-м истребительно-бомбардировочном авиационном полку Прибалтийского военного округа (аэродром Лоцики, Латвийская ССР).
В 1992 году окончил Военно-политическую академию имени В. И. Ленина.
Будучи заместителем командира 368-го штурмового авиационного полка по воспитательной работе 4-й воздушной армии Северо-Кавказского военного округа подполковник, участвовал в первой чеченской войне с декабря 1994 года. Выполнил 47 боевых вылетов. Участвуя в уничтожении дудаевской авиации, лично уничтожил на аэродромах 15 самолётов типов Л-29, Л-39 и АН-2, 1 вертолёт Ми-8. Выполняя боевые вылеты по поддержке наземных войск, уничтожил 1 зенитную самоходную установку «Шилка», подземное бетонное убежище на площади «Минутка» в Грозном, 3 боевые машины пехоты, 1 бронетранспортёр, 1 минометный расчёт.
В боевом вылете 5 мая 1995 года (в период, когда действовал введённый президентом Б. Ельциным мораторий на ведение боевых действий) в составе группы штурмовиков СУ-25 осуществлял поиски замаскированной базы боевиков, оказывавших упорное сопротивление федеральным войскам. При подлёте к предполагаемому месту её расположения в районе села Беной самолёты подверглись обстрелу с земли. Наиболее интенсивный огонь боевики сосредоточили по ведущему группы — самолёту командира полка полковника С. К. Борисюка. Прикрывая его, подполковник Сарабеев был ранен в воздухе огнём из крупнокалиберного пулемёта (остекление кабины его штурмовика не было бронированным), а его самолёт получил повреждения. По официальной российской версии, лётчик выровнял машину и направил свой самолёт на скопление боевиков и боевой техники незаконных бандформирований. Согласно книге А. Кожемякина «Штурмовик Су-25. Тридцать лет в строю», Сарабеев погиб ещё в воздухе.
Похоронен на Славянском кладбище в Краснодаре.
За мужество и героизм, проявленные при выполнении специального задания, подполковнику Сарабееву Владимиру Ивановичу Указом Президента Российской Федерации № 983 от 29 сентября 1995 года присвоено звание Героя Российской Федерации посмертно.
Остались жена, сыновья Александр и Евгений.

## Память
Именем Героя Сарабеева названа улица в городе Краснодар.